# 金属加工 (期刊)
《金属加工》创刊于1950年，是中国大陆工程科技类月刊，分为冷加工、热加工两个子刊。刊物由中国机械工业联合会主管，机械工业信息研究院主办，编辑部位于北京市。
《金属加工（冷加工）》在2018年被中华人民共和国国家新闻出版广电总局新闻报刊司评为2017年全国“百强报刊”。